# مارفن هارت
مارفن هارت (بالإنجليزية: Marvin Hart)‏ مواليد 16 سبتمبر 1876 في لويفيل - الوفاة 17 سبتمبر 1931 في كنتاكي، كان ملاكم أمريكي سابق صنّف ضمن فئة الوزن الثقيل.

## إحصائيات
خاض مارفن هارت طوال مسيرته العملية 41 نزالًا، فاز منها في 29 نزالًا وتعادل في 4 وخسر في 7.

## روابط خارجية
- مارفن هارت على موقع بوكس ريك (الإنجليزية) (registration required)